# Трамор
Трамор (на английски: Tramore; на ирландски: Trá Mhór, в буквален превод от ирландски Голямо крайбрежие или Голям бряг) е град в Южна Ирландия, графство Уотърфорд на провинция Мънстър. Разположен е близо до брега на Атлантически океан. Намира са на 14 km южно от административния център на графството Уотърфорд. Имал е жп гара от 5 септември 1853 г. до 1 януари 1961 г. Населението му е 9192 жители от преброяването през 2006 г. 